# Klonowa
Klonowa è un comune rurale polacco del distretto di Sieradz, nel voivodato di Łódź.
Ricopre una superficie di 95,37 km² e nel 2004 contava 3 066 abitanti.